# Stanisław Fedorczyk
Stanisław Fedorczyk, ps. „Pomidor” (ur. 13 lipca 1894 w Rzeszowie, zm. 24 marca 1974 w Poznaniu) – pułkownik piechoty Wojska Polskiego, działacz niepodległościowy, kawaler Orderu Virtuti Militari.

## Życiorys
Urodził się 13 lipca 1894 w Rzeszowie, ówczesnym mieście powiatowym Królestwa Galicji i Lodomerii, w rodzinie Jana (ur. 1864), naczelnika Sądu Powiatowego, i Marii z Pasternaków (ur. 1867). Ukończył w 1913 szkołę średnią w Rzeszowie. Przed I wojną światową rozpoczął studia na wydziale prawa Uniwersytetu Jagiellońskiego. 
W 1914 wstąpił do Legionów z przydziałem do VI baonu I Brygady. Wyróżnił się 4 lipca 1916 w bitwie pod Kostiuchnówką, w trakcie której został lekko ranny i kontuzjowany. Po kryzysie przysięgowym w lipcu 1917 został wcielony do armii austriackiej. 
5 listopada 1918 powrócił do służby w Wojsku Polskim początkowo jako dowódca plutonu, a później do 1920 jako dowódca kompanii w 5 pułku piechoty Legionów. 1 czerwca 1921 przebywał w Okręgowym Szpitalu Wojskowym w Poznaniu, a jego oddziałem macierzystym był 66 Pułk Piechoty. 3 maja 1922 został zweryfikowany w stopniu kapitana ze starszeństwem z 1 czerwca 1919 i 392. lokatą w korpusie oficerów piechoty, a jego oddziałem macierzystym był nadal 66 pp. Służył w I batalionie 66 pp, który był detaszowany w Chojnicach. 10 lipca 1922 został zatwierdzony na stanowisku pełniącego obowiązki dowódcy II batalionu 57 Pułku Piechoty Wielkopolskiej w Poznaniu. 15 grudnia 1922 przeprowadził się z Chojnic do Poznania. 31 marca 1924 został mianowany majorem ze starszeństwem z 1 lipca 1923 i 112. lokatą w korpusie oficerów piechoty. Po awansie został zatwierdzony na stanowisku dowódcy II batalionu. W maju 1927 został przeniesiony do 58 Pułku Piechoty w Poznaniu na stanowisko oficera Przysposobienia Wojskowego. W kwietniu 1928 został przydzielony do Dowództwa Okręgu Korpusu Nr VII w tym samym garnizonie na stanowisko kierownika referatu. W grudniu 1929 został przeniesiony do 70 Pułku Piechoty w Pleszewie na stanowisko kwatermistrza. 2 grudnia 1930 został mianowany podpułkownikiem ze starszeństwem z 1 stycznia 1931 i 17. lokatą w korpusie oficerów piechoty. W styczniu 1931 został przeniesiony do 80 Pułku Piechoty w Słonimie na stanowisko zastępcy dowódcy pułku. 5 listopada 1935 został wyznaczony na stanowisko dowódcy tego pułku. Na stopień pułkownika został mianowany ze starszeństwem z 19 marca 1938 i 29. lokatą w korpusie oficerów piechoty.
Na czele 80 pp walczył w kampanii wrześniowej. Dowodził nim w bitwie pod Mławą, w trakcie której 2 września został kontuzjowany, a następnego dnia ranny. Pomimo odniesionej rany nadal dowodził pułkiem i razem z nim wziął udział w obronie Warszawy. Podczas obrony Warszawy w dniach od 14 do 28 września 1939 był dowódcą obrony Pododcinka Zacisze, Odcinka północnego Przedmościa Praga. Po kapitulacji Warszawy został wzięty do niewoli. Resztę wojny spędził w obozach jenieckich: Oflag X C Lubeck, Stalag X B Sandbostel i Oflag VI B Dössel. Za udział w konspiracji obozowej został osadzony na 9 miesięcy w areszcie śledczym w Hamburgu.
2 września 1946 powrócił do Polski. 7 września tego roku napisał do szefa Departamentu Personalnego Ministerstwa Obrony Narodowej prośbę „o przyjęcie w stan czynny oficerów Wojska Polskiego”. Był represjonowany przez władze PRL. Zmarł 24 marca 1974 w Poznaniu. Trzy dni później został pochowany na Cmentarzu Junikowo w Poznaniu (pole 13-B-2).
W 1927 ożenił się z Aleksandrą Marią z Malików (1899–1981), z którą miał syna Stanisława Mariana (ur. 16 lipca 1928) i córkę Zofię Annę (1932–2002).

## Ordery i odznaczenia
- Krzyż Srebrny Orderu Wojskowego Virtuti Militari nr 7096 – 17 maja 1922[27][28]
- Krzyż Niepodległości – 13 kwietnia 1931 „za pracę w dziele odzyskania niepodległości”[29]
- Krzyż Kawalerski Orderu Odrodzenia Polski – 11 listopada 1937 „za zasługi w służbie wojskowej”[30][22]
- Krzyż Walecznych czterokrotnie „za czyny męstwa i odwagi wykazane w bojach toczonych w latach 1918–1921”[28]
- Krzyż Walecznych „za czyny męstwa i odwagi wykazane w wojnie rozpoczętej 1 września 1939 roku” – 29 września 1939[31]
- Złoty Krzyż Zasługi – 1938 „za zasługi na polu pracy społecznej”[32]
- Medal Pamiątkowy za Wojnę 1918–1921[33]
- Medal Dziesięciolecia Odzyskanej Niepodległości[33]
- Odznaka za Rany i Kontuzje z czterema gwiazdkami[34]
- łotewski Medal Pamiątkowy 1918-1928 – 6 sierpnia 1929[35]